# شريف صبحي
شريف صبحي (30 مارس 1968 -)، ممثل مصري. تخرج من معهد الفنون المسرحية وهو شقيق النجم المصري محمد صبحي وشقيق الممثل مجدي صبحي

## أعماله
وقد شارك مع محمد صبحي بأدوار في مسلسلات "يوميات ونيس و فارس بلا جواد و رجل غني فقير جدا.
وشارك في مسلسلي أماكن في القلب و ظل المحارب و درب الطيب إخراج نادر جلال.
وشارك بدور في فيلم فيلم ثقافي و فيلم مرجان أحمد مرجان و فيلم أمير البحار